# Rot-Weiß Lennestadt
Der Sportverein Rot-Weiß Lennestadt-Grevenbrück e. V. ist ein deutscher Fußballverein aus dem sauerländischen Lennestadt. Die erste Mannschaft spielte zwischen 1994 und 1996 in der damals viertklassigen Oberliga Westfalen.

## Geschichte
Die Urzelle des heutigen Vereins ist der Spiel- und Sportverein Grevenbrück, der sich im Januar 1920 dem TV 1907 Grevenbrück anschloss. Am 26. Juli 1921 wurde die Fußballabteilung als Sportclub Förde Grevenbrück eigenständig. Im Jahre 1933 schloss sich der Sportclub Förde wieder dem TV 1907 an. Am 16. Juli 1971 wurde die Fußballabteilung erneut unter dem heutigen Namen eigenständig.
In der Regel spielte die Mannschaft von Rot-Weiß Lennestadt auf Kreisebene. Lediglich zwischen 1969 und 1976 spielte der Verein in der Bezirksliga. Erst 1980 gelang der Wiederaufstieg in die Bezirksliga. Mit der Einstellung des Trainers Dieter Richard 1985 begann der sportliche Aufschwung. Richard führte seine Mannschaft zu zwei Aufstiegen in Folge. Nachdem die Verbandsliga 1988 erst nach Entscheidungsspielen gehalten werden konnte, kämpften sich die Lennestädter in den folgenden Jahren weiter nach vorne und schafften 1994 als erster Verein aus dem Kreis Olpe den Sprung in die Oberliga Westfalen.
In der Saison 1994/95 konnte die Mannschaft als Zehnter die Klasse halten, ehe ein Jahr später als Letzter der Abstieg folgte. 1999 folgte dann der Abstieg in die Landesliga, ehe zehn Jahre später der Abstieg in die Bezirksliga hingenommen werden musste. Schließlich stiegen die Lennestädter 2014 in die Kreisliga A ab. 2020 gelang der Wiederaufstieg in die Bezirksliga, ehe es zwei Jahre später wieder runter in die Kreisliga A ging. Im Sommer 2024 stieg Rot-Weiß Lennestadt als Tabellenletzter erstmals in der Vereinsgeschichte in die Kreisliga B ab, schaffte aber den direkten Wiederaufstieg.

## Stadion
Gespielt wird im Stadion an der Habuche im Lennestädter Ortsteil Grevenbrück. Die Anlage wurde 1971 eingeweiht, und im Jahr 1998 grundlegend renoviert. Im Jahr 2015 wurde ein neuer Kunstrasen-Belag verlegt.  Für Zuschauer stehen rund 2500 Plätze zur Verfügung, 500 davon sind überdacht.

## Persönlichkeiten
Dieter Richard trainierte zwischen 1985 und 1992 die erste Mannschaft. 1996 wurde er mit der Frauenmannschaft des TSV Siegen deutscher Meister.